# Bacanje tereta od 56 funti na Olimpijskim igrama
Bacanje tereta od 56 funti je atletska disciplina koja se u dva navrata našla na programu Olimpijskih igra. 
Bacala se kugla od 56 funti, odnosno 25,4 kg koja je bila pričvršćena na kratki lanac, a osvajači medalja prikazani su u donjoj tablici:
| Olimpijske igre | Zlato                    | Zlato    | Srebro              | Srebro   | Bronca                | Bronca  |
| St. Louis 1904. | Étienne Desmarteau (KAN) | 10,46 m  | John Flanagan (SAD) | 10,16 m  | James Mitchell (SAD)  | 10,13 m |
| Antwerpen 1920. | Patrick McDonald (SAD)   | 11,265 m | Patrick Ryan (SAD)  | 10,965 m | Carl Johan Lind (SAD) | 10,25 m |